# Марк Статорий Секунд
Марк Статорий Секунд (на латински: Marcus Statorius Secundus) e сенатор на Римската империя през 2 век.
Произлиза от фамилията Статории. През 121 г. той е суфектконсул заедно с Луций Семпроний Мерула Авспикат.